# Le Sel-de-Bretagne
Le Sel-de-Bretagne település Franciaországban, Ille-et-Vilaine megyében. Lakosainak száma 1102 fő (2022. január 1.). Le Sel-de-Bretagne Saulnières, La Bosse-de-Bretagne, Pancé, Le Petit-Fougeray és Tresbœuf községekkel határos.

## Népesség
A település népességének változása:
| Lakosok száma | 456  | 451  | 501  | 767  | 998  | 1091 | 1106 | 1109 | 1110 | 1102 |
|               | 1968 | 1982 | 1990 | 2006 | 2013 | 2015 | 2017 | 2019 | 2020 | 2022 |